# Nikola Milutinov
Nikola Milutinov (en serbe : Никола Милутинов) est un joueur serbe de basket-ball né le 30 décembre 1994 à Novi Sad. Il évolue au poste de pivot.

## Biographie
Le 25 juin 2015, il est drafté en 26e position par les Spurs de San Antonio.
Le 26 juillet 2015, il signe en Grèce à l'Olympiakós pour trois ans. En octobre 2017, Milutinov et l'Olympiakós prolongent le contrat qui les lie jusqu'à la fin de la saison 2019-2020. À cause de manquements au règlement, l'Olympiakós est relégué en deuxième division grecque lors de la saison 2019-2020. Le club fait alors le choix de créer deux effectifs, un pour l'EuroLigue et un pour le championnat. Nikola Milutinov évolue donc uniquement en EuroLigue et finit meilleur rebondeur de l'édition avec une moyenne de 8,21 rebonds par match.
En juin 2020, Milutinov rejoint le CSKA Moscou pour un contrat de trois ans.
Le 30 décembre 2020, dans un match contre l'Olimpia Milan, Milutinov bat le record du nombre de rebonds offensifs dans une rencontre d'Euroligue en prenant 16 rebonds. Le précédent record de 11 rebonds était détenu conjointement par Quadre Lollis (it) (en 2001), Gregor Fučka (en 2005), Travis  Watson (en 2006).
Fin janvier 2021, Milutinov se blesse à l'épaule droite et doit se faire opérer. Il est alors le meilleur rebondeur de l'Euroligue. Il doit manquer le reste de la saison.
Il revient, à l'intersaison 2023, à l'Olympiakós pour deux ans.

## Palmarès

### En club
- Champion de Serbie avec le Partizan en 2013 et 2014.
- Champion de la Ligue adriatique 2013.
- Champion de Grèce 2016, 2025
- Champion de Russie et vainqueur de la VTB United League 2021 avec le CSKA Moscou

### Distinctions personnelles
- Meilleur rebondeur de l'EuroLigue 2019-2020 avec une moyenne de 8,21 rebonds par match.
- Élu dans le deuxième cinq majeur (All-Second Team) de la Coupe du monde 2023.

### En sélection nationale
- Médaille de bronze aux Jeux olympiques de 2024
- Finaliste à la Coupe du monde 2023